# Château de Villeconin
Le château de Villeconin, parfois appelé Manoir des Ardenelles, est un château français situé dans la commune de Villeconin, dans  l'ancien pays de Hurepoix, dans le département de l'Essonne et la région Île-de-France.

## Histoire
Le château date de la fin XIVe, il a été remanié à la Renaissance, puis à la Révolution, quand la demeure décrétée bien national devient une ferme. Sur le domaine, une fortification médiévale plus ancienne préexistait, le donjon de La Grange. En 1926 le manoir de Villeconin est inscrit à l’inventaire supplémentaire des monuments historiques. Il est acheté en 1932 par Henry de Jouvencel, qui réhabilite les bâtiments et les prairies le transforme en parc, et  restaure le château à partir de 1933.
La date de création du château est située en 1372, lorsque Gérard de Montaigu achète ce domaine au fils de Raoul de Presles. Gérard de Montagu possédait la confiance du roi Charles V, il est comblé d’honneur et de richesse. Il entreprend de transformer ce qui n’était alors qu’une exploitation agricole en un véritable manoir. Il épouse Biette de Cassinel, la maîtresse de Charles V, dont il a six enfants (la légende dit que l'aîné, Jean, serait né de Charles). L’aîné Jean naît vers 1350 ou 1363 ; à la mort de Gérard en 1391, il hérite de ses charges à la cour de France et de ses biens. Jean de Montagu reçoit de son oncle monseigneur Cassinel, évêque d’Auxerre, des seigneuries allant de Montlhéry à Malesherbes. A Villeconin, il construit la salle des gardes du château, creuse les douves. Il relie Villeconin au château de la Grange par un souterrain. Il devient surintendant des Finances, Grand maître de l’Hôtel du roi Charles VI. Il fait construire le château de Marcoussis dont il ne reste que des ruines, mais en 1409 sur ordre de Jean sans Peur, duc de Bourgogne, Jean de Montagu est décapité, son corps est pendu au gibet de Montfaucon et ses biens sont saisis. 
Le château a conservé de cette époque les douves, un donjon et une tour.
Pendant la Renaissance, en 1567, la famille de Cochefilet achète le château (Jacques de Cochefilet, dont la fille Rachel de Cochefilet épousa Sully, et dont l'arrière-petite-fille Charlotte-Elisabeth de Cochefilet maria Charles III de Rohan-Guémené, duc de Montbazon : cf. le site Geneanet Pierfit). Elle le modernise, lui enlevant partiellement son aspect médiéval pour en faire un château de plaisance. Le pont levis est supprimé, l’entrée actuelle est créée, changeant ainsi les accès qui n'ont plus de raison d'être défensifs et protégés. Elle modifie la salle de garde et aménage des étages. Des fenêtres sont percées dans la salle de garde et le donjon.
Au XVIIe siècle, le domaine est acheté par Pierre Mérault, fermier des gabelles, secrétaire du roi, aussi acquéreur en 1654 de Bonnes-Chamarande ; il doit vendre vers 1684 aux d'Ornaison, qui transmettent à leur tour, aux alentours de 1700, à leurs parents Talaru. Au moment de la Révolution, le propriétaire de Villeconin, le marquis de Talaru, périt sur l’échafaud victime de la Terreur le 22 juillet 1794. Le château fait partie des biens confisqués, il est vendu comme terre agricole. La famille Renaud devint propriétaire des bâtiments et des terres agricoles.
Un neveu de la famille Renaud vend le domaine en 1924. Il est inscrit en 1926 à l’inventaire supplémentaire des monuments historiques en tant que terre agricole.
Il est racheté en 1932 par le comte de Jouvencel  (de la famille de Jouvencel), qui décide d’entreprendre sa restauration. En 1973, Valentine de Jouvencel et son époux le comte Max de Longevialle ouvrent le château au public. Il reçoit en 1990 un prix du jury de l'association des Vieilles maisons françaises, celui de la première ouverture au public.
Leur fils Roland de Longevialle est maintenant propriétaire du domaine que la famille continue à faire visiter du 1er juin au 10 juillet, lors des Journées européennes du patrimoine et toute l'année sur rendez-vous pour les groupes. L'entrée est payante.

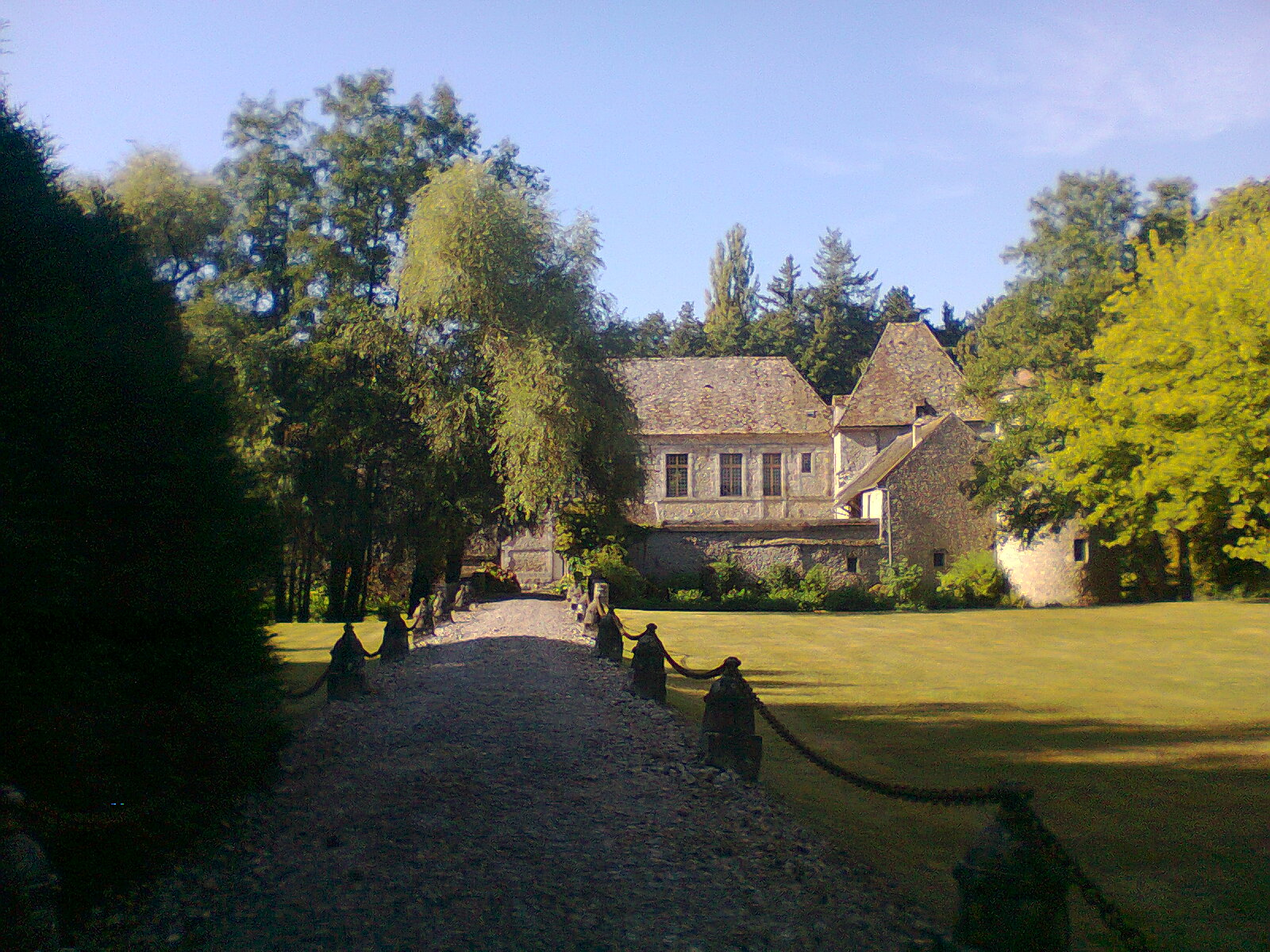
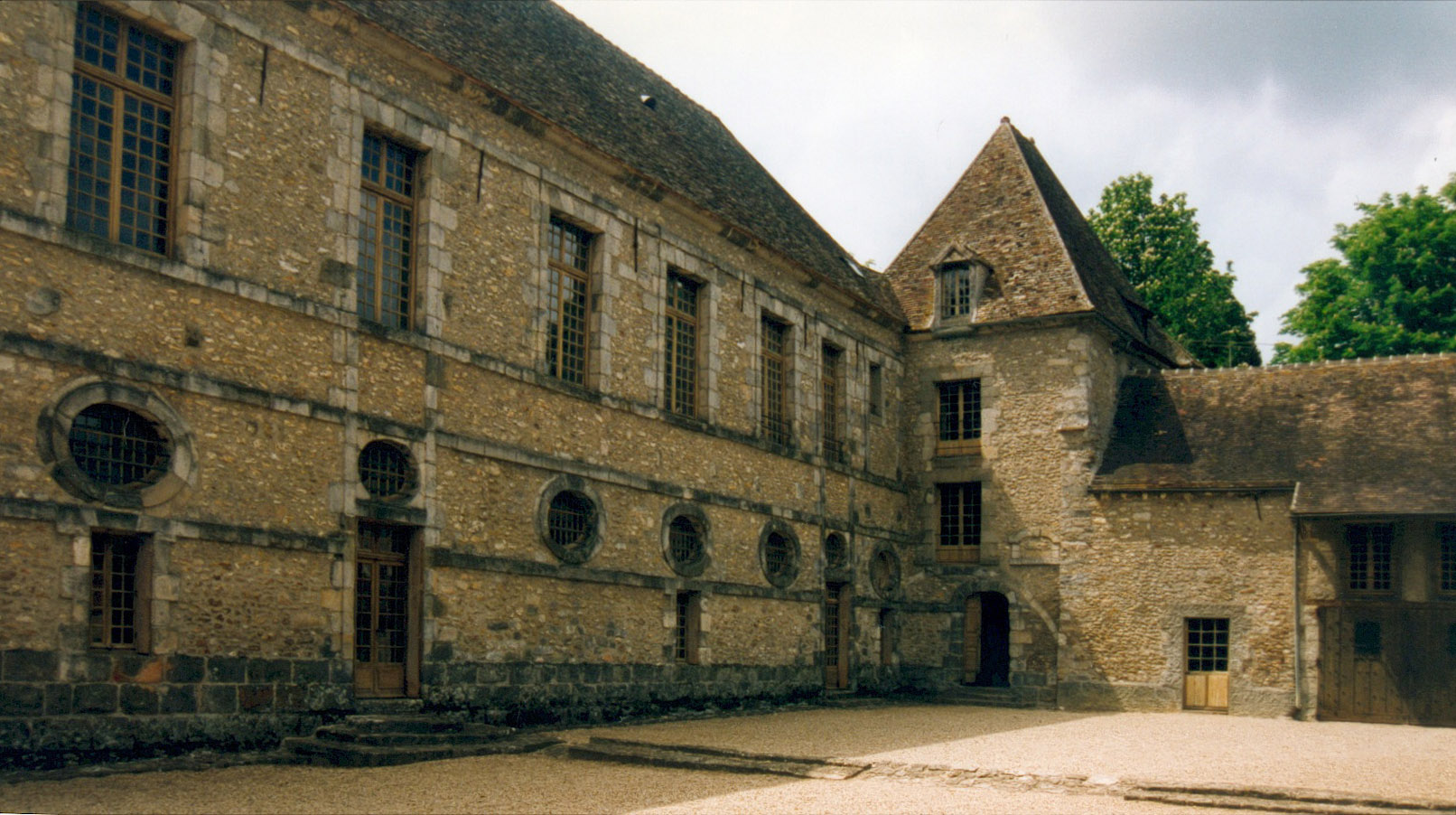
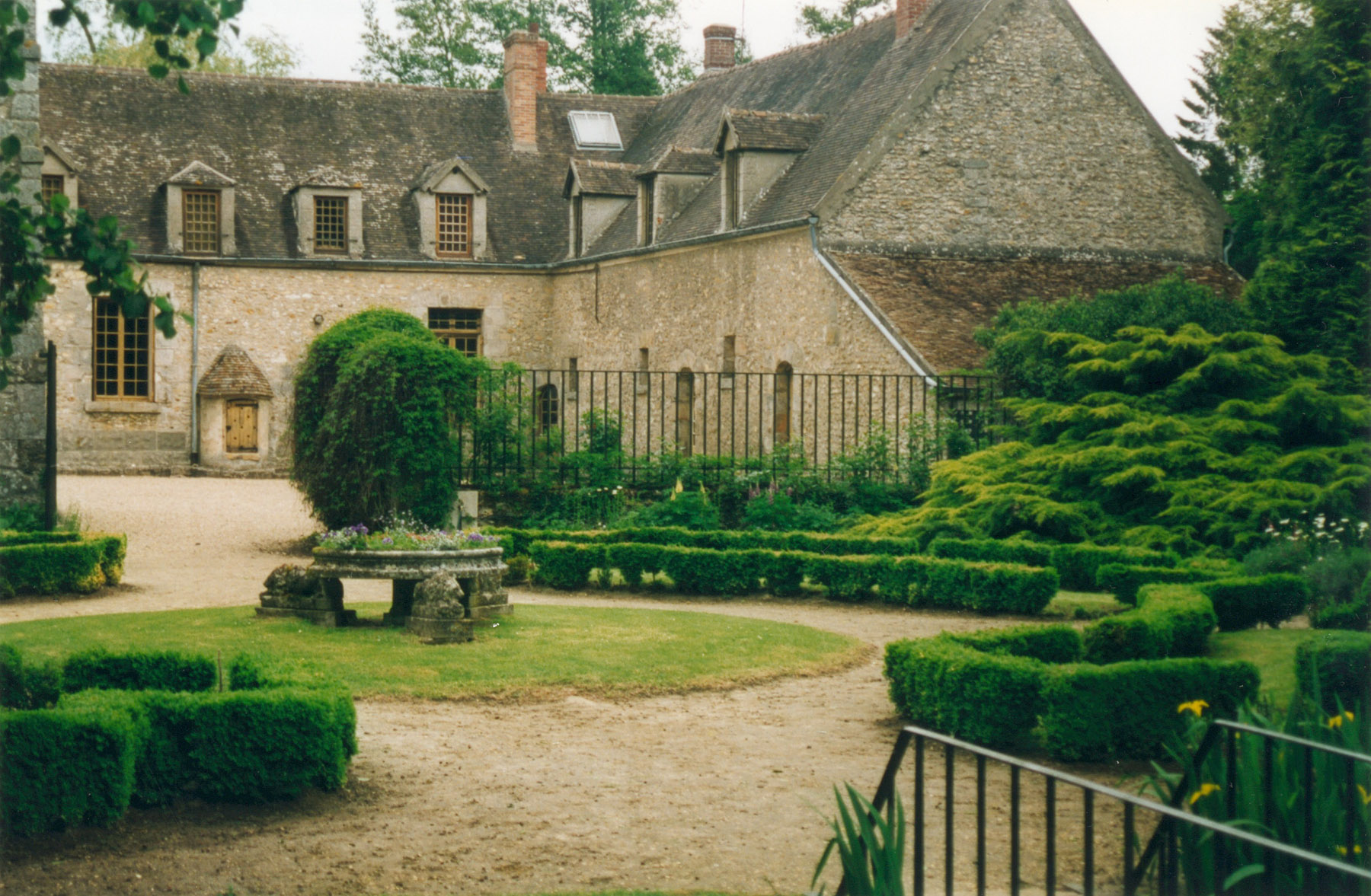
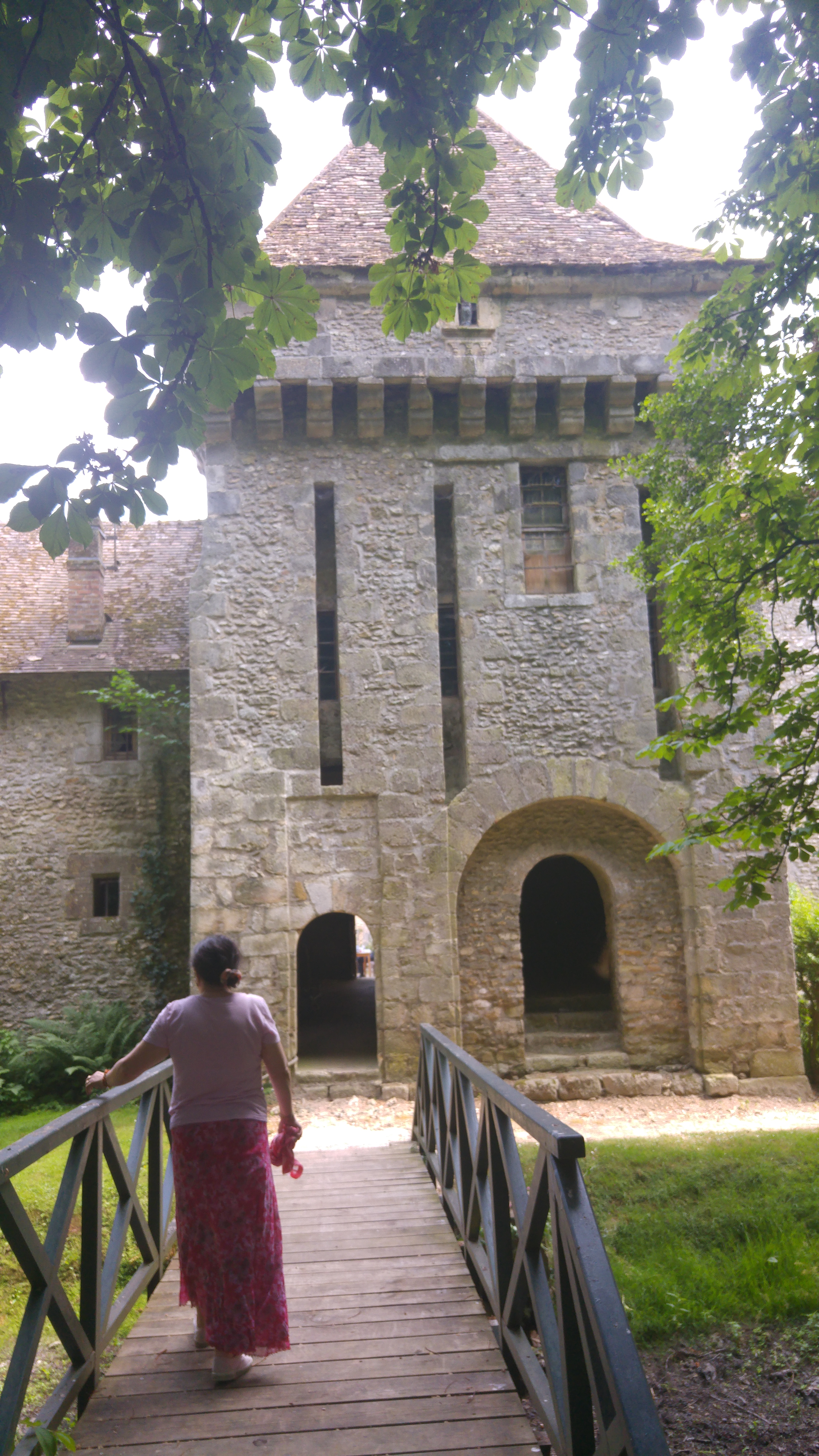

## Pour approfondir

## Sources
1. ↑  Notice no PA00088037, sur la plateforme ouverte du patrimoine, base Mérimée, ministère français de la Culture